# Hadle Szklarskie
Hadle Szklarskie – wieś w Polsce położona w województwie podkarpackim, w powiecie przeworskim, w gminie Jawornik Polski. Leży nad rzeką Mleczką.

## Nazwa
Pierwszy człon nazwy miejscowości ma w dopełniaczu formę: „Hadel”, na wzór odmiany krople – kropel.

## Integralne części wsi
| SIMC    | Nazwa        | Rodzaj    |
| ------- | ------------ | --------- |
| 0603796 | Górni Koniec | część wsi |
| 0603804 | Jamrozy      | część wsi |
| 0603810 | Kociuba      | część wsi |
| 0603833 | Łęgi         | osada     |
| 0603827 | Pastwiska    | część wsi |

## Historia
Wieś została założona w roku 1377 na prawie wołoskim (jako pierwsza w Polsce) przez bojara ruskiego Ładomira Wołoszyna na mocy przywileju udzielonego mu przez Władysława Opolczyka, ówczesnego starostę generalnego ziem ruskich. Z dokumentu spadkowego zawartego w 1450 r. pomiędzy Janem Pileckim a Wacławem, księciem opolskim, gdzie wymienione są wsie z klucza łańcucko-kańczudzkiego: Hadle, Kraczkowa (Neudorf), Krzemyenycza, Wissoka, Halwygowa (Albigowa), Markowola (Markowa), Sanyna (Schonerwalt, Sonina), Kossina, Rogoszno, Głuchow, Jordanowa Wola, Syetesza (Sietesz), Gacz (Gać), Ostrów, Malawa, Hanczlowa (Henselshof, Handzlówka), Soleczska (Siedleczka), Hussów, Wolycza, Schwyathoslaffkowwa Wola.
W skład klucza dóbr, które posiadał Marcin Stadnicki w II poł. XVI w., wchodził między innymi Jawornik Polski z wsiami: Kosztowa, Huta Kosztowska, Laskówka i Hadle.
8 września 1904 roku otwarto przechodzącą przez wieś kolej wąskotorową Przeworsk – Dynów wraz z przystankiem o nazwie takiej samej jak nazwa wsi.
W nocy 4/5 grudnia 1942 roku okupanci niemieccy zamordowali w Hadlach Szklarskich trzech braci Deców (Bronisława, Stanisława, Tadeusza), którzy udzielali pomocy żydowskim uciekinierom.
Do 1946 roku wieś była zamieszkana w większości przez obywateli polskich, narodowości ukraińskiej, którzy w 1946 roku zostali przymusowo wysiedleni do ZSRR.
W latach 1954–1972 wieś należała i była siedzibą władz gromady Hadle Szklarskie. W latach 1975–1998 miejscowość administracyjnie należała do województwa przemyskiego.

## Zabytki
Według rejestru zabytków NID na listę zabytków wpisane są:
- cerkiew greckokatolicka pw. Przemienienia Pańskiego, zbudowana w 1792, odnowiona w 1911, obecnie kościół rzymskokatolicki parafialny pw. Niepokalanego Serca NMP, nr rej.: A-89 z 21.05.2004. Parafię rzymskokatolicką pw. Niepokalanego Serca NMP erygowano w 1946 r. Należy do dekanatu Kańczuga[11].
- cmentarz cerkiewny, j.w.
- zespół dworski (XIX/XX w.), nr rej.: A-169 z 4.12.1986, składający się z dworu, parku, kuźni, stajni i oranżerii. Położony na wzniesieniu park krajobrazowy wzbogacony stawami otacza dobrze utrzymany dwór, pełniący obecnie funkcję ośrodka wypoczynkowego.
- drewniany dworzec kolejki wąskotorowej z 1944 roku[8]

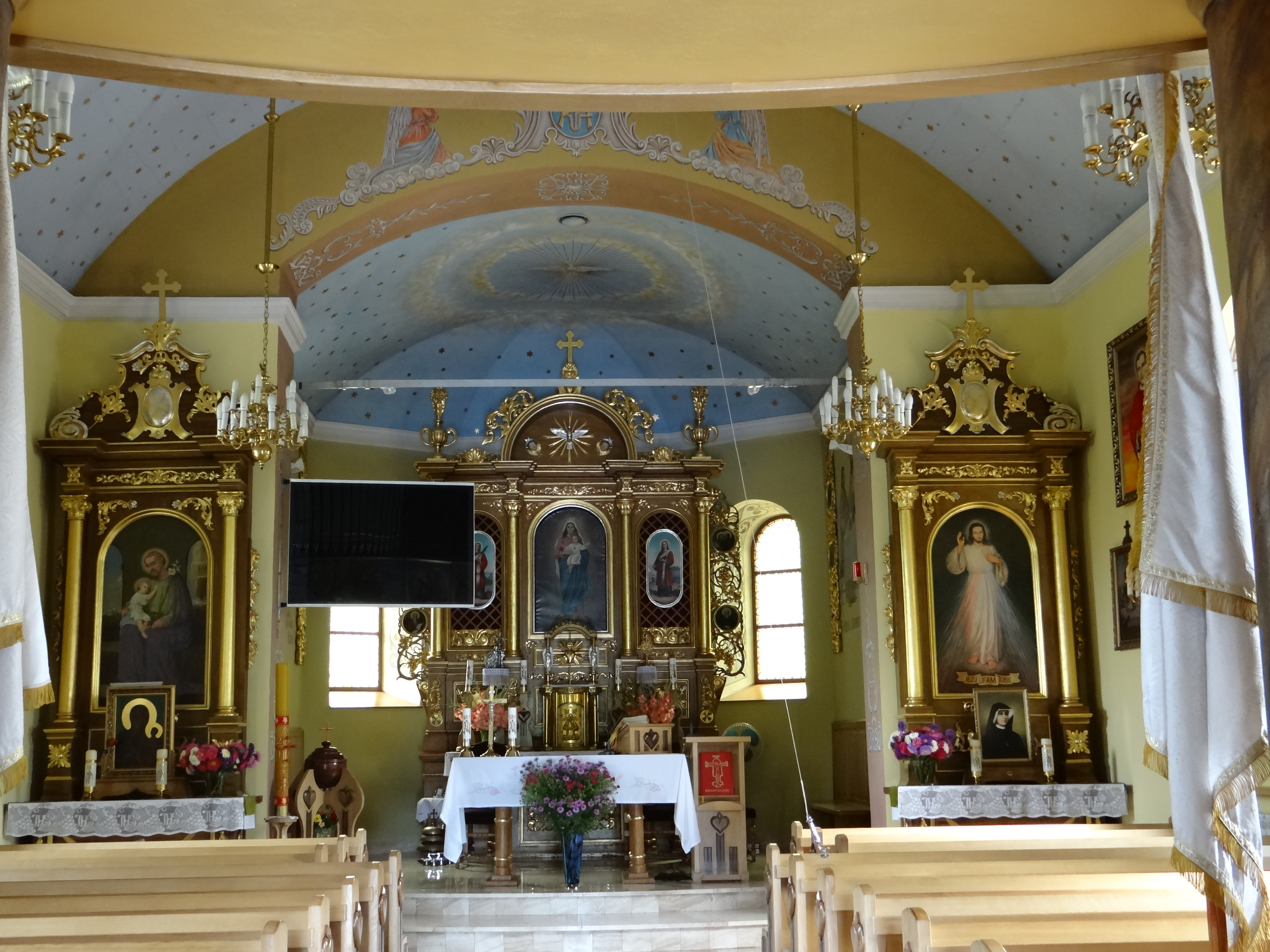
Wnętrze kościoła
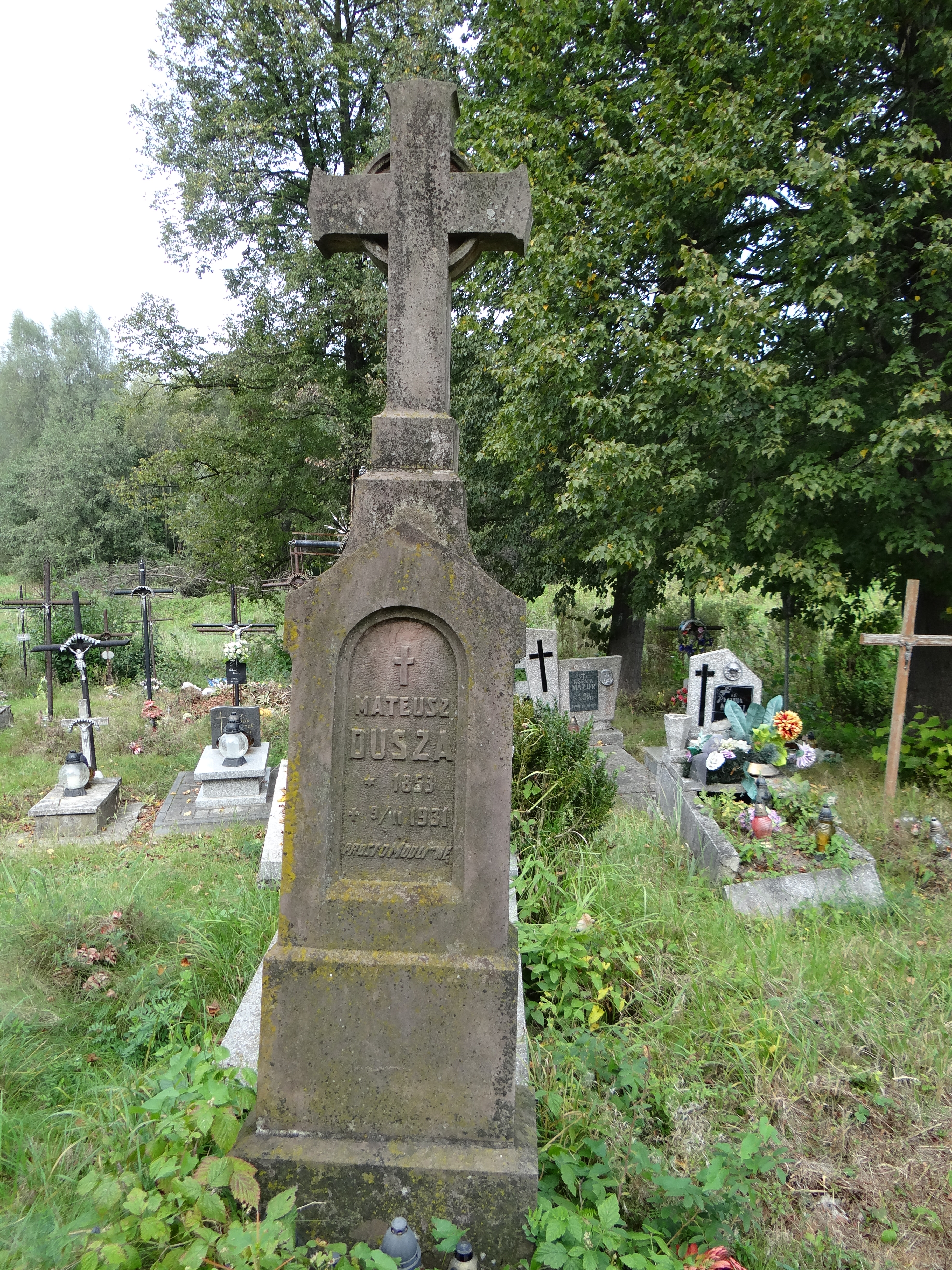
Cmentarz
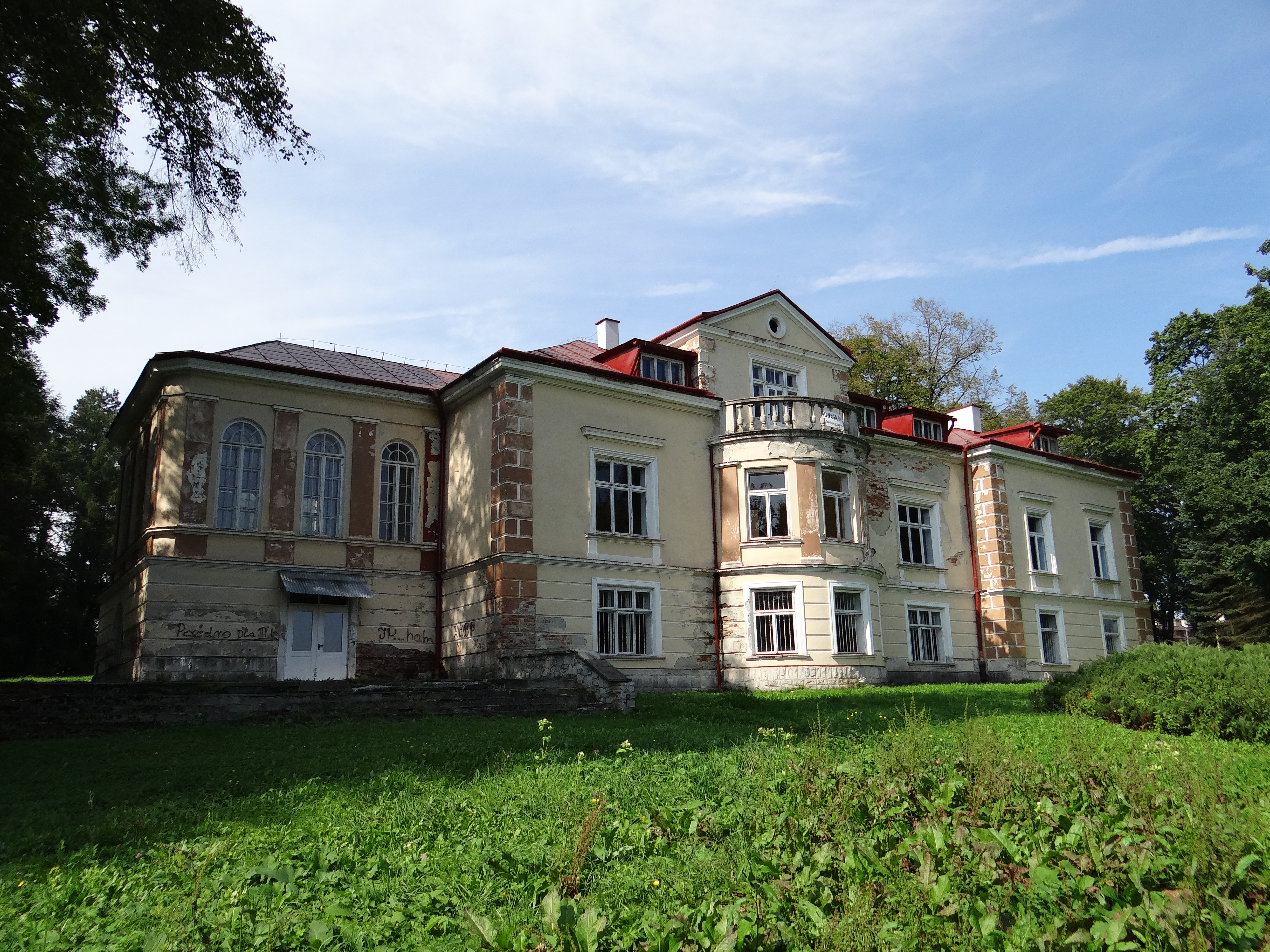
Dwór
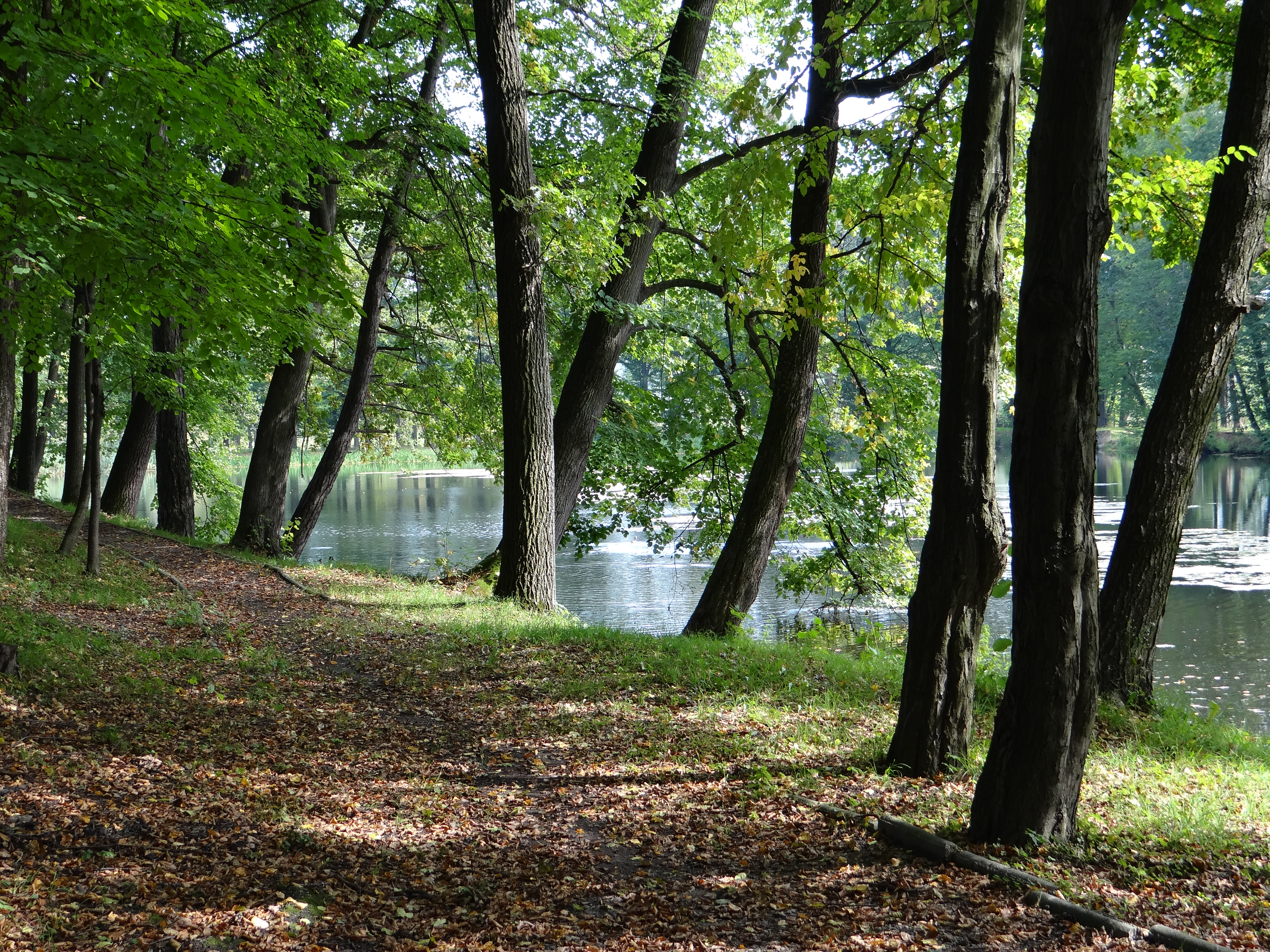
Park
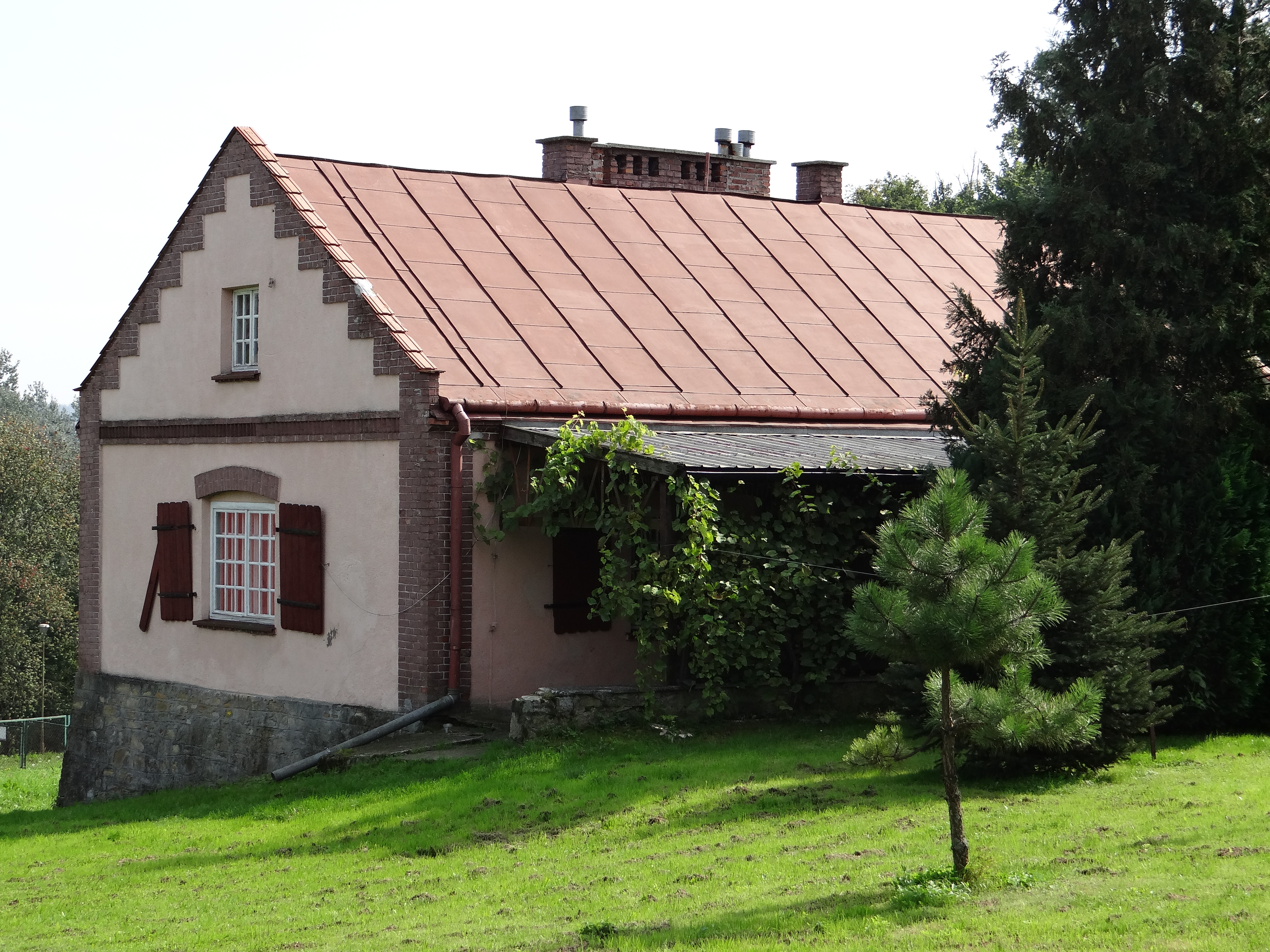
Kuźnia
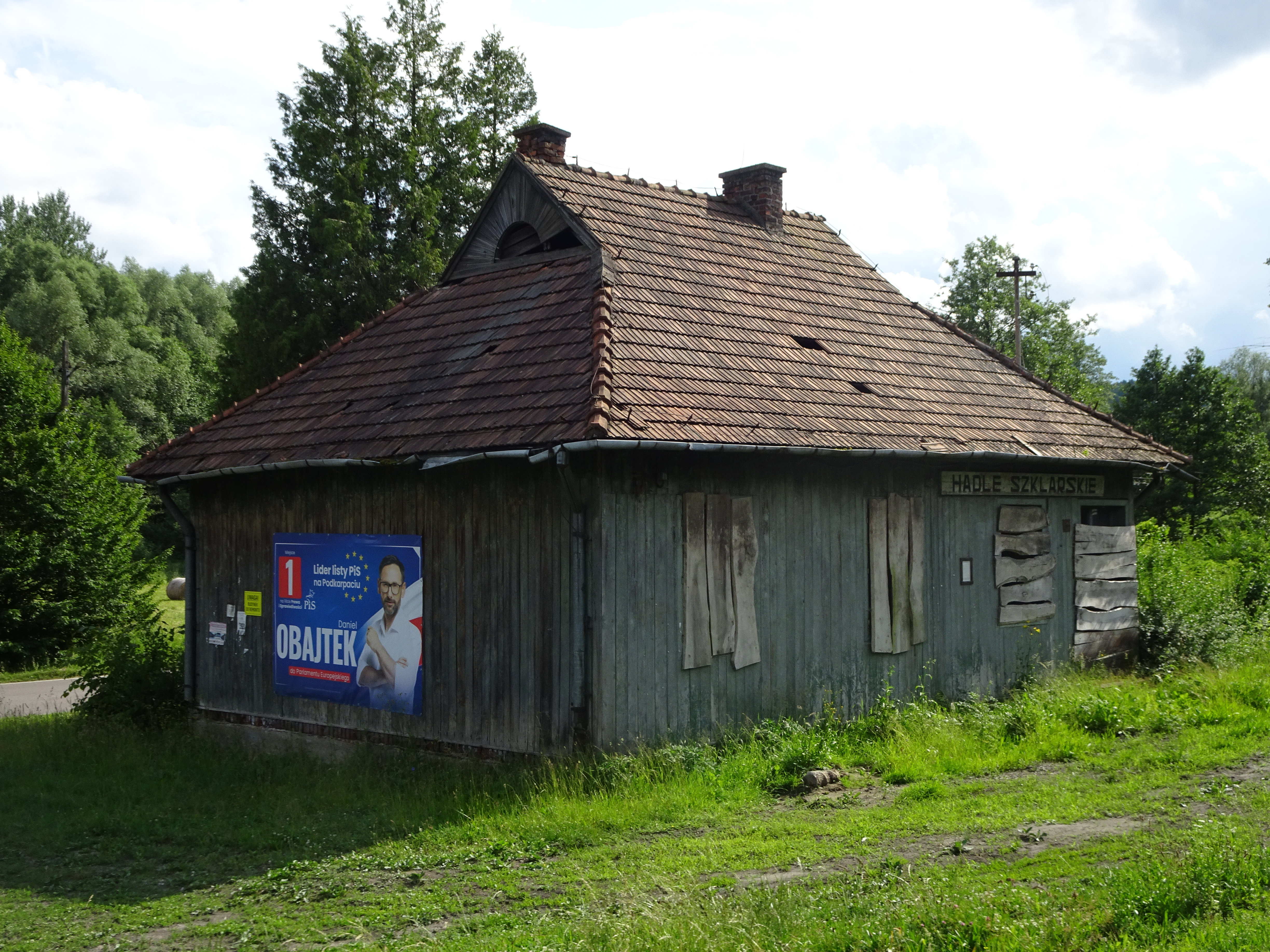
przystanek kolejowy